# 사업가

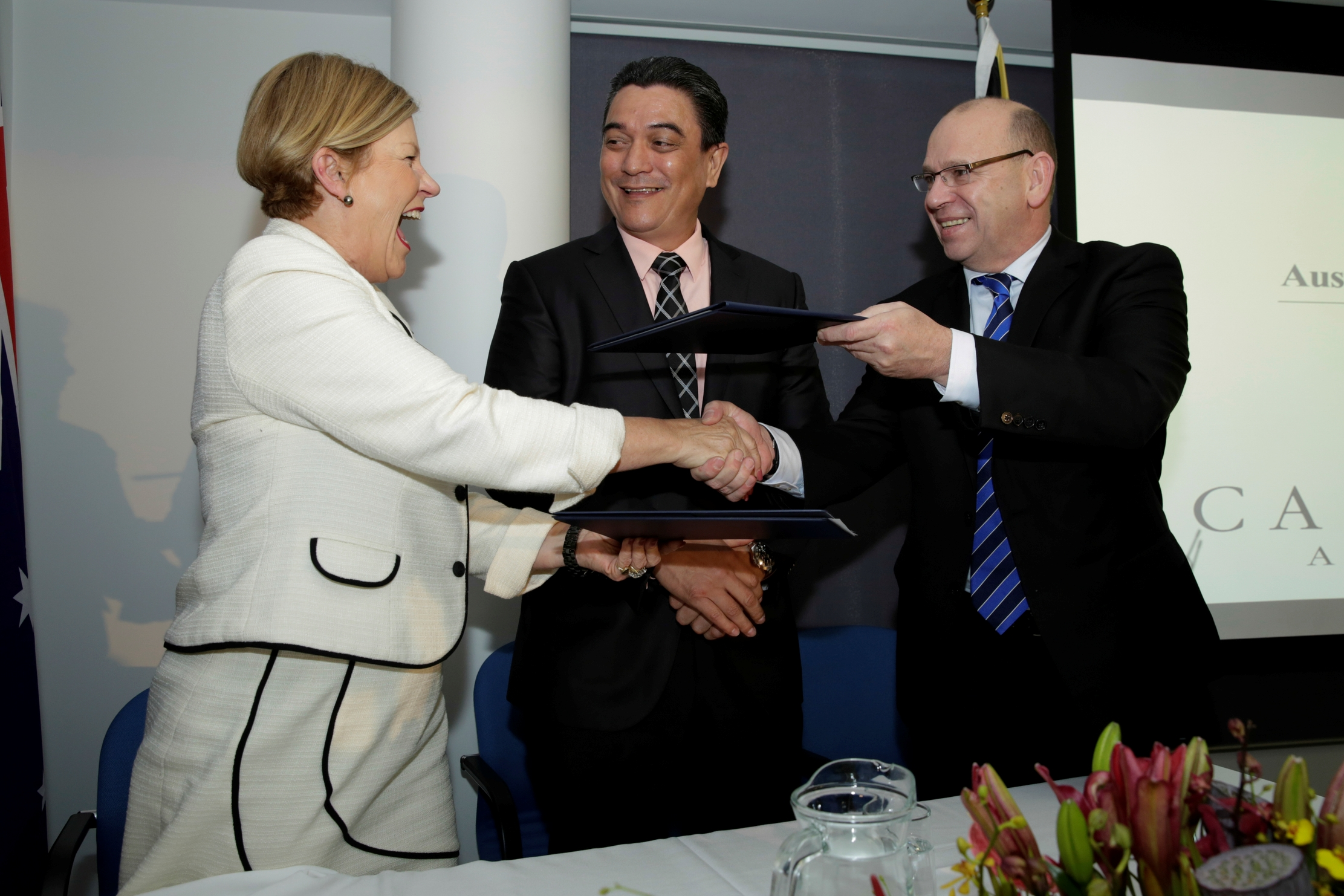

사업가(事業家)는 보통 이윤을 목적으로 한 사업에서 일하는 사람, 더 구체적으로 말해 한 회사의 경영에 임하는 사람을 말한다. 실업가(實業家)라고도 한다.

## 영어로서의 사용
남성의 경우, 비즈니스맨(businessman), 여성의 경우 비즈니스우먼(businesswoman)이라고도 일컬으며, 여러 나라에서 사용되며, 대한민국도 예외는 아니다. 그러나 비즈니스맨, 비즈니스우먼의 경우 성 차별의 경향이 있으며, 이를 피하기 위해 비즈니스퍼슨(businessperson)을 사용한다. 성으로 인한 불 필요한 편견을 막기 위함이다.

## 같이 보기
- 사업
- 기업인

## 참조
1. ↑  Random House - Bringing you the best in fiction, nonfiction, and children's books
2. ↑  “Error | Vancouver Island University (VIU)”. 2008년 2월 14일에 원본 문서에서 보존된 문서. 2008년 3월 29일에 확인함.
3. ↑  “보관된 사본”. 2008년 4월 28일에 원본 문서에서 보존된 문서. 2008년 3월 29일에 확인함.
4. ↑  “Messaging Standards > Editorial Style Guide”. 2008년 4월 12일에 원본 문서에서 보존된 문서. 2008년 3월 29일에 확인함.
5. ↑  “보관된 사본”. 2007년 9월 27일에 원본 문서에서 보존된 문서. 2008년 3월 29일에 확인함.
6. ↑  “보관된 사본” (PDF). 2008년 4월 7일에 원본 문서 (PDF)에서 보존된 문서. 2008년 3월 29일에 확인함.
7. ↑  http://undp.md/publications/doc/gender_manual.pdf1%5B깨진+링크(과거+내용+찾기)%5D
8. ↑  “보관된 사본” (PDF). 2007년 3월 16일에 원본 문서 (PDF)에서 보존된 문서. 2008년 3월 29일에 확인함.